# Церковь Преображения Господня (Бесово)
Церковь Преображения Господня (Преображенский храм) — приходской православный храм в посёлке Большое Руново (бывшее Бесово) городского округа Кашира Московской области. Входит в состав Каширского благочиния Коломенской епархии Русской православной церкви
В 2003 году деревня Бесово была переименована в Большое Руново. В память о древнем погосте в селе появилась улица Спас-Детчин.

## История
На погосте Спас-Детчин старинный деревянный храм известен с середины XVI столетия. К середине XVIII века церковь Преображения Господня на погосте сильно обветшала. В 1765—1768 годы помещик деревни Чёрной отставной майор Александр Григорьевич Гурьев выстроил в Спас-Детчине в стороне от старого храма новую деревянную церковь с двухъярусной колокольней и с тем же посвящением главного престола Преображению Господню и двух приделов — пророку Илии и Николаю Чудотворцу.
26 июня 1849 года скончалась богатая прихожанка церкви — помещица сельца Лунево (Бесово) Анна Павловна Лызлова; она завещала продать свое имение, а вырученные деньги положить на счёт в Московский опекунский совет, чтобы через несколько лет построить в селе новый каменный храм. В течение следующего десятилетия деревянный храм, возведённый Гурьевым, обветшал, а в 1865 году буря сбила крест с купола и накренила деревянную колокольню — храм становился непригодным для богослужений. В 1870 году душеприказчица Лызловой Глафира Козлова подала прошение епархиальным властям о строительстве новой каменной церкви в Спас-Детчине. После нескольких лет организационных и подготовительных работ новый храм был заложен 22 июня 1875 года. Через три года церковь Преображения Господня на погосте Спас-Детчин была возведена. Архитектор каменного храма — Александр Бочарников. В 1879 году все три престола храма были освящены.
В 1903 году прихожане рядом с храмом построили церковно-приходскую школу. В 1907 году вокруг храма была выстроена каменная ограда с железными решётками, которая сохранилась до наших дней. Пережившая Октябрьской революцию церковь была закрыта в 1930-х годах, но вновь открылась в 1940-х и более не закрывалась. В 1988 году после согласования с Министерством культуры РСФСР и получения разрешения на производство реставрационных работ началась замена внутреннего и внешнего декора (росписи храма) под руководством архитектора Андрея Бубнова-Петросяна. Работы были выполнены студентами Строгановского училища: мастером по росписи А. Кугоевым и его помощниками. Постановлением Правительства Московской области в 2002 году храм был включён в список памятников архитектуры местного значения.
При храме работает воскресная школа. Его настоятелем с 2015 года является протоиерей Евгений Муравьев.
На месте деревянного храма до настоящего времени сохранился небольшой участок древнего погоста, в том числе несколько частей надгробных плит XVII столетия.